# Municipio de Clear Lake (Indiana)
El municipio de Clear Lake (en inglés: Clear Lake Township) es un municipio ubicado en el condado de Steuben en el estado estadounidense de Indiana. En el año 2010 tenía una población de 799 habitantes y una densidad poblacional de 27,79 personas por km².

## Geografía
El municipio de Clear Lake se encuentra ubicado en las coordenadas 41°44′4″N 84°50′42″O / 41.73444, -84.84500. Según la Oficina del Censo de los Estados Unidos, el municipio tiene una superficie total de 28.75 km², de la cual 24,75 km² corresponden a tierra firme y (13.9 %) 4 km² es agua.

## Demografía
Según el censo de 2010, había 799 personas residiendo en el municipio de Clear Lake. La densidad de población era de 27,79 hab./km². De los 799 habitantes, el municipio de Clear Lake estaba compuesto por el 97,5 % blancos, el 0,38 % eran afroamericanos, el 0,25 % eran amerindios, el 0,5 % eran asiáticos, el 0,63 % eran de otras razas y el 0,75 % eran de una mezcla de razas. Del total de la población el 1,88 % eran hispanos o latinos de cualquier raza.